# Истребительная авиация

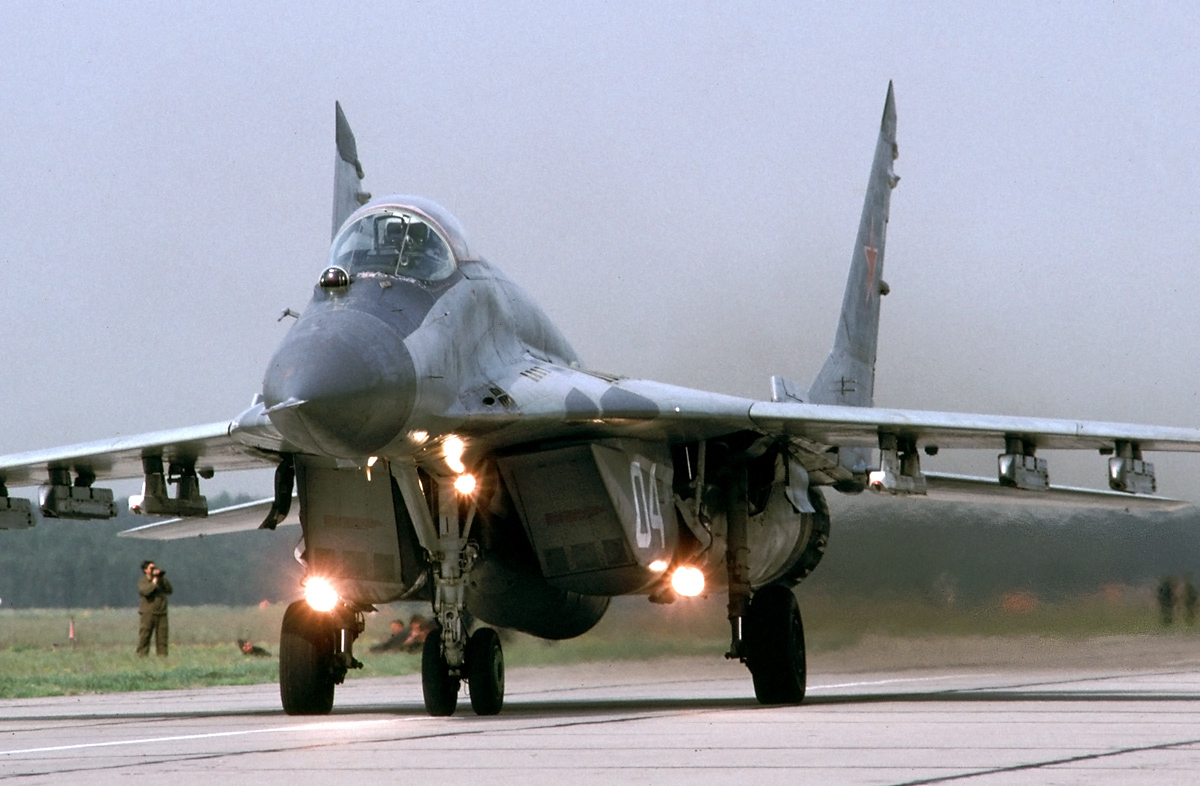
Истребитель МиГ-29 для завоевания господства в воздухе.

Истребительная авиация (ИА) — род сил фронтовой авиации, предназначенный для уничтожения летательных аппаратов (самолётов, вертолётов, беспилотных средств и так далее) противника с целью завоевания господства (превосходства) в воздухе, прикрытия войск, сил и объектов тыла, обеспечения военных (боевых) действий других родов сил и видов авиации.
Истребительная авиация может применяться также для действий по наземным (морским) объектам (целям) и ведения воздушной разведки.

## Место истребительной авиации в Вооруженных силах государств
Истребительная авиация организационно входит в состав ряда видов Вооруженных Сил и соответственно является:
- в ВВС СССР — родом Фронтовой авиации (фронтовая ИА);
- в ВВС (ВКС) России — родом Фронтовой авиации (фронтовая ИА);
- в ВВС ВМФ России — родом морской авиации (морская ИА);
- в Войсках ПВО страны (СССР) — родом войск (ИА ПВО);
- в ВВС государств NATO и других государств — входит в Тактическую авиацию.

## Задачи истребительной авиации

### Задачи фронтовой истребительной авиации
- уничтожение авиации противника в интересах завоевания господства (превосходства) в воздухе;
- прикрытие войск, других видов и родов авиации, объектов тыла фронта;
- ведение воздушной разведки.

При выполнении всех названных задач Истребительная авиация:
- уничтожает авиацию противника в воздушных боях и на аэродромах;
- не допускает авиацию противника в прикрываемые районы;
- блокирует авиацию противника на аэродромах;
- сопровождает (прикрывает) соединения и части других видов и родов авиации;
- отражает налёты авиации противника  на войска и другие объекты в тактической и оперативной глубине обороны противника;
- прикрывает воздушные и морские десанты.

Боевые действия Истребительная авиация ведёт во взаимодействии с соединениями и частями других видов и 
родов авиации, сухопутных войск и сил флота.

### Задачи истребительной авиации ПВО
Истребительная авиация ПВО выполняет свои задачи в соответствии со своим предназначением.

### Задачи истребительной авиации ВВС Военно-морского флота
Истребительная авиация ВВС Военно-морского флота выполняет свои задачи в соответствии со своим предназначением.
- уничтожение авиации противника в интересах завоевания господства (превосходства) в воздухе;
- прикрытие войск Флота, кораблей, Флотов и Флотилий, других видов и родов авиации, объектов тыла Флота;
- ведение воздушной разведки.

При выполнении всех названных задач Истребительная авиация ВВС Военно-морского флота:
- уничтожает авиацию противника в воздушных боях и на аэродромах;
- не допускает авиацию противника в прикрываемые районы;
- блокирует авиацию противника на аэродромах и воздухе, в районе авианесущих групп;
- сопровождает (прикрывает) соединения и части других видов и родов авиации Флота;
- отражает налёты авиации противника на войска и другие объекты в тактической и оперативной глубине обороны противника;
- прикрывает морские и воздушные десанты.

## История развития истребительной авиации
Истребительная авиация зародилась во время Первой мировой войны 1914—1918 гг., когда в армиях воевавших государств были созданы специальные самолёты—истребители, которые обладали лучшими скоростными и манёвренными характеристиками по сравнению с бомбардировщиками и разведчиками, имели на вооружении пулемёты и предназначались для уничтожения воздушных целей противника. К концу войны ИА приобрела большое значение в ВВС воевавших государств, её численность и удельный вес систематически увеличивались. В русской императорской армии в мае 1917 года ИА составляла свыше 50 % всей военной авиации, во Франции, Великобритании и США к концу 1918 года — 41,5 %, а в Германии и Австро-Венгрии — около 37 %.
В 20—30-е годы XX века продолжалось развитие ИА. В этот период на вооружение советских ВВС поступали новые, более совершенные типы истребителей отечественного производства, обладавшие высокими боевыми качествами: И-2, И-5, И-15,
И-16. И-153. Опыт боевых действий в Испании, Китае, у озера Хасан и на реке Халхин-Гол показал важное значение завоевания господства в воздухе и ведущую роль ИА в решении этой задачи. Особенно значительный качественный и количественный рост ИА произошёл в период Второй мировой войны в ВВС основных воевавших государств.
Удельный вес ИА в составе ВВС в годы 2-й мировой войны, в %
| Страны         | 1939 | 1941 | 1945 |
| -------------- | ---- | ---- | ---- |
| Великобритания | 29   | 32   | 43,5 |
| США            | 25   | 35,6 | 44   |
| Франция        | 31   | -    | -    |
| Германия       | 33   | 35,1 | 69,1 |
| Япония         | 40   | 33,3 | 66,0 |
| СССР           |      | 53,4 | 42,0 |

Уменьшение удельного веса ИА в ВВС СССР к концу войны обусловлено развитием штурмовой авиации в ВВС РККА, которой в других странах не было.
Перед войной на вооружение ИА ВВС РККА начали поступать новые типы истребителей ЛаГГ-3, МиГ-3 и Як-1. В ходе войны ИА была перевооружена самолётами Як-7, Ла-5, Як-9, Ла-7, Як-3, имевшими более высокие боевые качества. Около 13 % общей численности ИА ВВС КА использовались полученные но ленд-лизу истребители
иностранного производства: американские «Аэрокобра», «Bell P-63 Kingcobra», «Киттихаук», «Томагаук», английские «Харрикейн».
Организационная структура и принципы боевого применения ИА изменялись в зависимости от её численного состава, уровня развития техники, а также от роли и места, которые ей отводились в военных действиях. В годы Первой мировой войны и военных конфликтах до Второй мировой войны истребители применялись относительно небольшими группами или даже одиночными самолётами. В связи с этим в организационном отношении ИА состояла из отрядов, дивизионов и эскадрилий. Однако опыт Первой Мировой и Гражданских войн, а также военных конфликтов 30-х годов XX века показал необходимость сосредоточения значительных сил ИА при решении важных задач. Поэтому в советской ИА были созданы более крупные организационные формирования:
- в конце 30-х гг. XX века — бригады;
- в 1938—1940 гг. — полки и дивизии;
- в 1942 — истребительные авиационные корпуса.

Опыт боевых действий в первые месяцы Великой Отечественной войны потребовал изменения тактики действий и организационной структуры ИА. Родилась знаменитая формула воздушного боя: «Высота — скорость — манёвр — огонь».
Постоянной огневой и тактической единицей в ИА стала пара истребителей. Соответственно звенья 3-самолётного состава были заменены на 4-самолётные. Боевые порядки эскадрилий, полков и дивизий ИА стали включать несколько
групп, каждая из которых имела своё тактическое назначение (ударная, прикрытия, подавления, ПВО, резервная и др.). Это позволяло осуществлять чёткое взаимодействие истребителей в воздушных боях, стремительно наносить по противнику внезапные удары и добиваться победы над его не только равными, но и превосходящими по численности силами. Массовое применение авиации обеими воюющими сторонами, ожесточённая борьба за господство в воздухе, возрастание влияния результатов ударов авиации на ход боя и операции потребовали массирования усилий ИА на гл.
направлениях. В связи с этим были созданы истребительные авиационные корпуса (иак), входившие в состав воздушных армий. В важнейших фронтовых и стратегических операциях в воздушных боях участвовали многие сотни
самолётов-истребителей. Групповые воздушные бои по своему размаху нередко перерастали в воздушные сражения (Воздушные сражения на Кубани). В битвах под Москвой и за Кавказ, Сталинградской и Курской битвах ИА в ожесточенных боях нанесла крупное поражение немецко-фашистской авиации и летом 1943 года захватила
стратегическую инициативу. С этого времени ВС СССР при решающей роли ИА прочно удерживали завоёванное стратегическое господство в воздухе до победоносного завершения Великой Отечественной войны. Фашистская авиация в воздушных боях на советско-германском фронте потеряла 44000 самолётов, из которых около 90 % были сбиты истребителями.
После Второй мировой войны продолжалось дальнейшее развитие ИА. Появление мощных реактивных двигателей в конце 40-х гг. XX века позволило истребителям превзойти скорость звука. Развитие радиоэлектроники обеспечило вооружение их в начале 50-х гг. XX века радиолокационными прицелами, что сделало истребители всепогодными. Создание в конце 50-х гг. XX века ракет класса «воздух—воздух» резко повысило дальность и эффективность огня истребителей. С этого момента ИА стала сверхзвуковой, всепогодной, способной уничтожать воздушного противника ракетами и пушечным огнём во всём диапазоне высот и скоростей полёта воздушных целей.